# Список Героев Социалистического Труда (Шебалдова — Шиян)
Эта страница является частью списка Героев Социалистического Труда и перечисляет в алфавитном порядке лиц, удостоенных звания Героя Социалистического Труда, чьи фамилии начинаются с буквы «Ш», от Шебалдова до Шиян.
- Список не включает дважды и трижды Героев Социалистического Труда, а также лиц, лишённых этого звания.
- Список содержит информацию о датах жизни, роде деятельности и дате присвоения звания Героя.
- Герои, удостоенные звания посмертно, выделены в списке  серым цветом .
- Герои, сменившие фамилию после присвоения звания, приводятся в списках дважды, при этом строка с новой фамилией выделяется  бежевым цветом  и не имеет номера.

## Список людей, фамилии которых начинаются с «Ш»
| Навигационная таблица | Навигационная таблица |
| --------------------- | --------------------- |
| «Ш»                   | Шабадей — Швыммер     |
| «Ш»                   | Шебалдова — Шиян      |
| «Ш»                   | Шкабардня — Шэн       |

| №          | Фамилия, имя, отчество                          | Даты жизни              | Деятельность | Дата присвоения | ГС         |
| ---------- | ----------------------------------------------- | ----------------------- | --- | --------------- | ---------- |
| 1          | Шебалдова Елизавета Ивановна                    | 15.04.1903 — 25.11.1962 | Звеньевая колхоза имени Кирова Семлёвского района Смоленской области | 10.03.1958      | [ ГС 1 ]   |
| 2          | Шебалова Марфа Ивановна                         | 05.05.1931 — 18.04.2010 | Полировщица Горьковского автомобильного завода Министерства автомобильной промышленности СССР | 05.04.1971      | [ ГС 2 ]   |
| 3          | Шебордаев Виктор Семёнович                      | 30.07.1930 — 14.08.1997 | Машинист тепловоза локомотивного депо Поворино Юго-Восточной железной дороги, Воронежская область | 02.04.1981      | [ ГС 3 ]   |
| 4          | Шебуняев Анатолий Петрович                      | 08.01.1928 — 20.02.2008 | Машинист паровозного депо Жлобин Белорусской железной дороги, Гомельская область | 01.08.1959      | [ ГС 4 ]   |
| 5          | Шевалдин Владимир Егорович                      | 1932 — 31.01.1997       | Бригадир штукатуров-маляров строительного управления № 5 треста № 1 Министерства строительства предприятий тяжёлой индустрии СССР, гор. Свободный Амурской области                                                           | 05.04.1971      | [ ГС 5 ]   |
| 6          | Шеварднадзе Эдуард Амвросиевич                  | 25.01.1928 — 07.07.2014 | Первый секретарь ЦК Компартии Грузии, гор. Тбилиси | 26.02.1981      | [ ГС 6 ]   |
| 7          | Шевгалишин Андрей Сергеевич                     | 07.01.1903 — 07.05.1985 | Управляющий трестом «Сталинжилстрой» Министерства угольной промышленности западных районов СССР, Сталинская область | 28.08.1948      | [ ГС 7 ]   |
| 8          | Шевелёв Александр Иванович                      | 14.01.1919 — 1996       | Бригадир семеноводческого колхоза «Аврора» Грязовецкого района Вологодской области | 14.04.1949      | [ ГС 8 ]   |
| 9          | Шевелёв Андрей Иванович                         | 30.11.1918 — 11.03.1999 | Учитель Пышминской средней школы Пышминского района Свердловской области | 01.07.1968      | [ ГС 9 ]   |
| 10         | Шевелёв Виктор Павлович                         | 28.09.1921 — 06.01.2004 | Бригадир проходчиков Горного управления Главтоннельметростроя Министерства транспортного строительства СССР, Красноярский край                                                                                               | 29.07.1966      | [ ГС 10 ]  |
| 11         | Шевелёв Виктор Степанович                       | 24.09.1923 — 1993       | Старший машинист экскаватора Коршуновского горно-обогатительного комбината Министерства чёрной металлургии СССР, Иркутская область                                                                                           | 30.03.1971      | [ ГС 11 ]  |
| 12         | Шевелёв Иван Степанович                         | 10.10.1914 — 13.09.1984 | Котельщик Запорожского паровозоремонтного завода Запорожского совнархоза | 01.08.1959      | [ ГС 12 ]  |
| 13         | Шевелёв Митрофан Михайлович                     | 29.01.1936 — 17.05.2003 | Токарь Новосибирского производственного объединения «Сибсельмаш» Министерства машиностроения СССР | 15.08.1984      | [ ГС 13 ]  |
| 14         | Шевелёв Фёдор Андреевич                         | 19.06.1896 — 27.03.1968 | Председатель семеноводческого колхоза «Аврора» Грязовецкого района Вологодской области | 14.04.1949      | [ ГС 14 ]  |
| 15         | Шевелёва Татьяна Алексеевна                     | 10.01.1927 — 01.04.2015 | Рабочая Очхамурского совхоза имени Сталина Министерства сельского хозяйства СССР, Кобулетский район Аджарской АССР | 31.07.1950      | [ ГС 15 ]  |
| 16         | Шевкунова Клавдия Прокопьевна                   | 12.11.1918 — 27.07.2001 | Машинист экскаватора Бакальского рудоуправления Челябинского совнархоза | 19.07.1958      | [ ГС 16 ]  |
| 17         | Шевляков Василий Петрович                       | род. 1935               | Строгальщик Хабаровского судостроительного завода Министерства судостроительной промышленности СССР | 26.04.1971      | [ ГС 17 ]  |
| 18         | Шевляков Константин Степанович                  | 1898 — ????             | Управляющий отделением Васильевского картофелеводческого совхоза Министерства вкусовой промышленности СССР, Русско-Бродский район Орловской области                                                                          | 29.04.1948      | [ ГС 18 ]  |
| 19         | Шевницын Леонид Сергеевич                       | 07.10.1931 — 21.02.2014 | Директор Чебоксарского производственного объединения «Химпром» Министерства химической промышленности СССР, Чувашская АССР                                                                                                   | 28.09.1981      | [ ГС 19 ]  |
| 20         | Шеволин Василий Иванович                        | 08.03.1920 — 22.05.1999 | Председатель колхоза имени Ленина Луховицкого района Московской области | 30.04.1966      | [ ГС 20 ]  |
| 21         | Шевцов Анатолий Егорович                        | род. 15.08.1933         | Директор Рославльского льнозавода Министерства текстильной промышленности РСФСР, Смоленская область | 08.08.1989      | [ ГС 21 ]  |
| 22         | Шевцов Иван Константинович                      | 02.03.1930 — 28.02.2014 | Главный зоотехник совхоза «Курганинский» Курганинского района Краснодарского края | 08.04.1971      | [ ГС 22 ]  |
| 23         | Шевцов Иван Семёнович                           | 15.01.1931 — 17.02.2004 | Бригадир комплексной строительной бригады треста № 20 Главленинградстроя Ленинградского городского Совета депутатов трудящихся                                                                                               | 31.12.1973      | [ ГС 23 ]  |
| 24         | Шевцов Павел Семёнович                          | 27.12.1927 — 18.11.1967 | Сталевар мартеновского цеха Таганрогского металлургического завода, Ростовская область | 19.07.1958      | [ ГС 24 ]  |
| 25         | Шевцов Степан Иванович                          | 02.08.1918 — 05.07.1994 | Председатель сельхозартели «Весёлый труд» Бескарагайского района Павлодарской области | 11.01.1957      | [ ГС 25 ]  |
| 26         | Шевцова Зинаида Алексеевна                      | род. 1927               | Звеньевая семеноводческого совхоза «Вознесенский» Министерства совхозов СССР, Вознесенский район Николаевской области | 14.04.1949      |            |
| 27         | Шевцова Марфа Григорьевна                       | 02.09.1924 — 14.03.2009 | Звеньевая колхоза имени Сталина Большетроицкого района Белгородской области | 11.03.1958      | [ ГС 26 ]  |
| 28         | Шевченко Александр Александрович                | 22.09.1919 — 15.01.1989 | Проходчик горных выработок шахтоуправления имени В. В. Володарского треста «Свердловуголь» комбината «Донбассантрацит» Министерства угольной промышленности Украинской ССР, Луганская область                                | 29.06.1966      | [ ГС 27 ]  |
| 29         | Шевченко Александр Андреевич                    | 29.10.1908 — 20.11.1984 | Заместитель директора Всесоюзного научно-исследовательского и конструкторско-технологического института трубной промышленности Министерства чёрной металлургии СССР, гор. Днепропетровск                                     | 30.03.1971      | [ ГС 28 ]  |
| 30         | Шевченко Александр Митрофанович                 | 15.05.1926 — 08.06.2006 | Бригадир монтажников Невинномысского строительно-монтажного управления № 1 треста «Ставропольхимстрой» Министерства химической промышленности СССР, Ставропольский край                                                      | 11.08.1966      | [ ГС 29 ]  |
| 31         | Шевченко Александр Сергеевич                    | 1917 — ????             | Старший сварщик Днепропетровского трубопрокатного завода имени Ленина Министерства чёрной металлургии Украинской ССР | 22.03.1966      | [ ГС 30 ]  |
| 32         | Шевченко Александра Фёдоровна                   | род. 16.04.1926         | Доярка совхоза «Бучанский» Киево-Святошинского района Киевской области | 22.03.1966      | [ ГС 31 ]  |
| 32.000001  | Шевченко Анна Николаевна                        | 1923 — ????             | Звеньевая совхоза «Нижне-Чуйский» Министерства сельского хозяйства СССР, Кагановичский район Фрунзенской области | 10.07.1950      | [ ГС 32 ]  |
| 33         | Шевченко Анна Спиридоновна                      | 1913 — ????             | Звеньевая виноградарского совхоза имени Молотова Министерства пищевой промышленности СССР, Анапский район Краснодарского края                                                                                                | 26.09.1950      | [ ГС 33 ]  |
| 34         | Шевченко Борис Алексеевич                       | 13.03.1920 — 09.08.2012 | Слесарь Одесского завода сельскохозяйственного машиностроения имени Октябрьской революции Министерства тракторного и сельскохозяйственного машиностроения СССР                                                               | 05.08.1966      | [ ГС 34 ]  |
| 35         | Шевченко Василий Тихонович                      | 1919 — ????             | Комбайнёр Урджарской МТС Семипалатинской области | 22.06.1951      | [ ГС 35 ]  |
| 36         | Шевченко Владимир Григорьевич                   | 1923—2001               | Председатель колхоза имени Ленина Доманёвского района Николаевской области | 08.04.1971      |            |
| 37         | Шевченко Галина Аврамовна                       | 02.03.1925 — 14.03.2018 | Доярка совхоза «Дымерский» Киево-Святошинского района Киевской области | 08.04.1971      | [ ГС 36 ]  |
| 38         | Шевченко Геннадий Иванович                      | 19.08.1929 — 27.08.2020 | Буровой мастер Мангышлакского управления буровых работ объединения «Мангышлакнефть» Министерства нефтяной промышленности СССР, Гурьевская область                                                                            | 30.03.1971      | [ ГС 37 ]  |
| 39         | Шевченко Даниил Фёдорович                       | 24.12.1899 — 21.11.1974 | Директор совхоза имени Шевченко Полтавского района Полтавской области | 30.04.1966      | [ ГС 38 ]  |
| 40         | Шевченко Евдокия Андреевна                      | 13.06.1926 — 15.06.2005 | Звеньевая Фёдоровского свеклосовхоза Министерства пищевой промышленности СССР, Великобурлукский район Харьковской области | 30.04.1948      | [ ГС 39 ]  |
| 40.000002  | Шевченко Евдокия Михайловна                     | род. 08.03.1932         | Звеньевая колхоза имени Будённого Белозёрского района Херсонской области | 21.08.1951      | [ ГС 40 ]  |
| 41         | Шевченко Иван Иванович                          | 1925 — ????             | Бригадир монтажников спецуправления № 115 треста «Донбасстальконструкция» Министерства строительства Украинской ССР, Сталинская область                                                                                      | 09.08.1958      | [ ГС 41 ]  |
| 42         | Шевченко Иван Семёнович                         | 1918—1994               | Председатель колхоза «Украина» Очаковского района Николаевской области | 22.03.1966      |            |
| 43         | Шевченко Иосиф Григорьевич                      | 1911 — ????             | Бригадир полеводческой бригады племенного молочного совхоза «Вревский» № 4 Министерства совхозов СССР, Чиназский район Ташкентской области                                                                                   | 17.05.1951      |            |
| 44         | Шевченко Лидия Ивановна                         | род. 1936               | Доярка совхоза «Кутузовка» Харьковского района Харьковской области | 22.03.1966      | [ ГС 42 ]  |
| 45         | Шевченко Любовь Васильевна                      | 1905 — ????             | Свинарка свиноводческого совхоза «Металлист» Министерства совхозов СССР, Амвросиевский район Сталинской области | 24.09.1949      |            |
| 46         | Шевченко Любовь Васильевна                      | 1920 — ????             | Доярка племенного завода «Мелитопольский» Мелитопольского района Запорожской области | 22.03.1966      | [ ГС 43 ]  |
| 47         | Шевченко Мария Моисеевна                        | 1909—1996               | Звеньевая колхоза «Ударник полей» Промышленновского района Кемеровской области | 25.02.1949      | [ ГС 44 ]  |
| 48         | Шевченко Марфа Яковлевна                        | 25.05.1920 — 16.01.1997 | Звеньевая колхоза «Коммунист» Коломакского района Харьковской области | 16.02.1948      | [ ГС 45 ]  |
| 49         | Шевченко Николай Васильевич                     | 05.05.1918 — 10.03.1996 | Первый секретарь Миргородского райкома Компартии Украины, Полтавская область | 31.12.1965      | [ ГС 46 ]  |
| 50         | Шевченко Ольга Дмитриевна                       | 16.05.1931 — 06.03.2001 | Старшая посадчица металла Кузнецкого металлургического комбината имени В. И. Ленина Министерства чёрной металлургии СССР, Кемеровская область                                                                                | 30.03.1971      | [ ГС 47 ]  |
| 50.000003  | Шевченко Ольга Ивановна                         | род. 1941               | Доярка племенного завода «Тростянец» Ичнянского района Черниговской области | 22.03.1966      | [ ГС 48 ]  |
| 50.000004  | Шевченко Пелагея Григорьевна                    | 14.11.1928 — 11.03.2010 | Бетонщица треста «Казметаллургстрой» Карагандинского совнархоза, гор. Темиртау | 07.03.1960      | [ ГС 49 ]  |
| 51         | Шевченко Сергей Сергеевич                       | род. 1931               | Тракторист-машинист колхоза имени Калинина Николаевского района Волгоградской области | 08.04.1971      | [ ГС 50 ]  |
| 52         | Шевченко Тарас Иванович                         | 19.10.1923 — 08.02.1993 | Председатель колхоза «Путь Ленина» Кремгэсовского района Кировоградской области | 22.03.1966      | [ ГС 51 ]  |
| 53         | Шевченко Тимофей Андреевич                      | 1907 — ?                | Бригадир тракторной бригады Верховцевской МТС Криничанского района Днепропетровской области | 26.02.1958      | [ ГС 52 ]  |
| 54         | Шевченко Фёдор Захарович                        | 1914—1975               | Комбайнёр Павлоградской МТС Днепропетровской области | 31.05.1952      | [ ГС 53 ]  |
| 55         | Шевченко Яков Григорьевич                       | 12.11.1913 — 1984       | Старший чабан совхоза «Айгурский» Апанасенковского района Ставропольского края | 22.03.1966      | [ ГС 54 ]  |
| 56         | Шевчук Амвросий Михайлович                      | 1906 — ????             | Председатель колхоза «Перемога» Золочевского района Львовской области | 22.03.1966      | [ ГС 55 ]  |
| 57         | Шевчук Варвара Ивановна                         | 1911 — ????             | Звеньевая колхоза имени Сталина Иваничевского района Волынской области | 05.08.1954      |            |
| 58         | Шевчук Владимир Ильич                           | 25.04.1925 — 13.09.1991 | Монтёр Ишимского эксплуатационно-технического узла связи Министерства связи СССР, Тюменская область | 04.05.1971      | [ ГС 56 ]  |
| 59         | Шевчук Екатерина Ивановна                       | 13.01.1938 — 10.10.2002 | Пекарь-мастер Днепропетровского хлебокомбината № 2 Министерства хлебопродуктов Украинской ССР | 13.08.1986      | [ ГС 57 ]  |
| 60         | Шевчук Иван Петрович                            | 03.09.1914 — 21.09.1983 | Директор совхоза «Соревнование» Сталинского (сельского) района Краснодарского района | 30.10.1957      | [ ГС 58 ]  |
| 61         | Шевчук Клавдия Владимировна                     | 31.12.1929 — 26.09.2011 | Бригадир колхоза «Октябрь» Несвижского района Минской области | 30.04.1966      | [ ГС 59 ]  |
| 62         | Шевяков Григорий Иванович                       | 12.11.1911 — 13.01.1986 | Директор совхоза «Россь» Волковысского района Гродненской области | 18.01.1958      | [ ГС 60 ]  |
| 63         | Шевяков Максим Харлампиевич                     | 1909 — ????             | Председатель колхоза имени Сталина Ольховатского района Харьковской области | 07.05.1948      |            |
| 64         | Шегебаев Бажий                                  | 1881 — 16.06.1960       | Старший чабан колхоза «Жалтас» Кувского района Карагандинской области | 23.07.1948      | [ ГС 61 ]  |
| 65         | Шегебаев Кызтуган                               | 1889 — ????             | Старший чабан колхоза имени Кирова Иргизского района Актюбинской области | 07.10.1949      | [ ГС 62 ]  |
| 66         | Шегеда Василий Иванович                         | 09.03.1929 — 21.09.2005 | Тракторист совхоза «Октябрьский» Красноармейского района Кокчетавской области | 08.04.1971      | [ ГС 63 ]  |
| 67         | Шегеда Лидия Михайловна                         | род. 04.04.1927         | Доярка колхоза «Коммунист» Коростышевского района Житомирской области | 06.09.1973      |            |
| 68         | Шеенков Михаил Петрович                         | 25.11.1926 — 06.07.2001 | Аппаратчик Уральского электрохимического комбината Министерства среднего машиностроения СССР, Свердловская область | 23.12.1970      | [ ГС 64 ]  |
| 69         | Шеин Николай Иванович                           | 09.08.1908 — 05.1967    | Шофёр строительно-монтажного управления «Ангарагэсстрой» Министерства строительства электростанций СССР, Иркутская область                                                                                                   | 11.01.1960      | [ ГС 65 ]  |
| 70         | Шеин Пётр Максимович                            | 04.09.1901 — 11.11.1987 | Командир 84-го железнодорожного батальона 27-й железнодорожной бригады, подполковник | 05.11.1943      | [ ГС 66 ]  |
| 71         | Шеин Степан Иванович                            | 1904 — ????             | Бригадир тракторной бригады Меркенской МТС Джамбулской области | 28.03.1948      | [ ГС 67 ]  |
| 72         | Шейда Иван Евдокимович                          | 15.04.1908 — 04.09.1964 | Старший конюх зернового совхоза «Коммунист» № 611 Министерства совхозов СССР, Черлакский район Омской области | 01.12.1949      | [ ГС 68 ]  |
| 72.000005  | Шейко Ульяна Павловна                           | 10.05.1929 — 21.08.2009 | Звеньевая колхоза «Червоный Лан» Коломакского района Харьковской области | 16.02.1948      | [ ГС 69 ]  |
| 73         | Шейндлин Александр Ефимович                     | 04.09.1916 — 13.01.2017 | Директор Института высоких температур Академии наук СССР, академик АН СССР, гор. Москва | 04.09.1986      | [ ГС 70 ]  |
| 73.000006  | Шекштело Она Викторовна                         | род. 1937               | Свинарка совхоза «Цирклишкис» Швенчёнского района Литовской ССР | 07.03.1960      |            |
| 74         | Шелатонь Евгений Герасимович                    | 29.12.1914 — 27.09.2009 | Директор завода № 1 Всесоюзного НИИ экспериментальной физики Министерства среднего машиностроения СССР, Горьковская область                                                                                                  | 15.09.1981      | [ ГС 71 ]  |
| 75         | Шелег Екатерина Кузьминична                     | 24.11.1924 — 01.04.2006 | Звеньевая колхоза имени Макарова Одинцовского района Московской области | 08.04.1971      | [ ГС 72 ]  |
| 76         | Шелепова Анастасия Михайловна                   | род. 06.11.1933         | Бригадир машинистов Калининского комбината искусственной кожи «Искож» Министерства лёгкой промышленности РСФСР | 05.04.1971      | [ ГС 73 ]  |
| 77         | Шелест Григорий Леонтьевич                      | род. 03.05.1937         | Горнорабочий очистного забоя шахты «Анненская» комбината «Кадиевуголь» Министерства угольной промышленности Украинской ССР, Ворошиловградская область                                                                        | 30.03.1971      | [ ГС 74 ]  |
| 78         | Шелест Иван Лукич                               | 22.08.1918 — 26.07.1996 | Директор совхоза имени Петровского Межевского района Днепропетровской области | 23.06.1966      | [ ГС 75 ]  |
| 79         | Шелест Пётр Ефимович                            | 14.02.1908 — 22.01.1996 | Первый секретарь ЦК Компартии Украины, гор. Киев | 13.02.1968      | [ ГС 76 ]  |
| 80         | Шелехов Николай Арсентьевич                     | 1910 — ????             | Бригадир тракторной бригады Заульбинской МТС Кировского района Восточно-Казахстанской области | 20.05.1949      | [ ГС 77 ]  |
| 81         | Шелехов Сергей Михайлович                       | 09.09.1913 — 09.06.1986 | Главный конструктор Центрального научно-исследовательского института «Морфизприбор» Министерства судостроительной промышленности СССР, гор. Ленинград                                                                        | 25.07.1966      | [ ГС 78 ]  |
| 82         | Шелия Авксентий Зосимович                       | 1913 — ????             | Бригадир колхоза «Чита Чхория» Гальского района Абхазской АССР | 21.02.1948      | [ ГС 79 ]  |
| 83         | Шелия Боджоло Георгиевич                        | 1912 — ????             | Звеньевой колхоза имени Бакрадзе Очемчирского района Абхазской АССР | 21.02.1948      | [ ГС 80 ]  |
| 84         | Шелия Виктор Яковлевич                          | 1914 — ????             | Председатель колхоза «Эдази» Сухумского района Абхазской АССР | 03.05.1949      | [ ГС 81 ]  |
| 85         | Шелкоплясов Юрий Иванович                       | 20.02.1940 — 25.06.2009 | Бригадир комплексной бригады треста «Казасбестстрой» Министерства строительства предприятий тяжёлой индустрии Казахской ССР, Кустанайская область                                                                            | 14.04.1975      | [ ГС 82 ]  |
| 86         | Шелкоусов Иван Никитович                        | 15.09.1924 — 22.06.2018 | Комбайнёр МТС имени Петровского Ак-Булакского района Чкаловской области | 11.01.1957      | [ ГС 83 ]  |
| 87         | Шелудько Сергей Куприянович                     | 10.03.1899 — 14.02.1979 | Председатель колхоза «Красные фронтовики» Ремонтненского района Ростовской области | 13.08.1949      | [ ГС 84 ]  |
| 88         | Шемахов Василий Васильевич                      | 03.01.1938 — 02.06.2017 | Машинист электровоза локомотивного депо Брянск-II Московской железной дороги | 18.09.1985      | [ ГС 85 ]  |
| 89         | Шемет Мария Трофимовна                          | 29.02.1923 — 12.07.1975 | Трактористка колхоза имени Жданова Глушковского района Курской области | 23.06.1966      | [ ГС 86 ]  |
| 90         | Шемякин Михаил Михайлович                       | 26.07.1908 — 26.06.1970 | Директор Института химии природных соединений Академии наук СССР, академик АН СССР, гор. Москва | 13.03.1969      | [ ГС 87 ]  |
| 91         | Шенгелия Акакий Дзвариевич                      | 1912 — ????             | Звеньевой колхоза имени Сталина Гальского района Абхазской АССР | 21.02.1948      | [ ГС 88 ]  |
| 92         | Шенгелия Джвебе Петрович                        | 1910 — ????             | Звеньевой колхоза имени газеты «Коммунисти» Зугдидского района Грузинской ССР | 21.02.1948      | [ ГС 89 ]  |
| 93         | Шенгелия Натела Ионовна                         | род. 1934               | Колхозница колхоза имени Калинина Чхороцкуского района Грузинской ССР | 02.04.1966      | [ ГС 90 ]  |
| 94         | Шенгелия Чути Михайловна                        | 1928—2003               | Колхозница колхоза имени Чарквиани Зугдидского района Грузинской ССР | 29.08.1949      | [ ГС 91 ]  |
| 95         | Шендриков Иван Максимович                       | 15.05.1914 — 04.10.1987 | Бригадир тракторной бригады Унароковской МТС Ярославского района Краснодарского края | 06.05.1948      | [ ГС 92 ]  |
| 96         | Шендрыгин Степан Никитович                      | 09.12.1909 — 25.07.1972 | Бригадир тракторной бригады Алексеевской МТС Корочанского района Курской области | 04.05.1948      | [ ГС 93 ]  |
| 97         | Шепелев Илья Иванович                           | 15.09.1919 — 11.01.1993 | Бригадир проходчиков строительно-монтажного управления № 6 Управления строительства Московского метрополитена Министерства транспортного строительства СССР                                                                  | 04.04.1980      | [ ГС 94 ]  |
| 98         | Шепелев Николай Иванович                        | 31.08.1922 — 14.11.1989 | Бригадир совхоза «Междуреченский» Кочубеевского района Ставропольского края | 30.04.1966      | [ ГС 95 ]  |
| 99         | Шералиев Жоро                                   | 08.1916 — 19.06.2017    | Бригадир совхоза «Кызыл-Джар» Ленинского района Ошской области | 10.12.1973      | [ ГС 96 ]  |
| 100        | Шербан Иван Александрович                       | 15.02.1924 — 1990       | Старший чабан колхоза «Гигант» Вулканештского района Молдавской ССР | 22.03.1966      | [ ГС 97 ]  |
| 101        | Шербобоев Парда                                 | 1932 — ????             | Бригадир колхоза «Социализм» Шахрисабзского района Кашкадарьинской области | 12.04.1979      | [ ГС 98 ]  |
| 102        | Шерейва Казимерас                               | 19.05.1929 — 08.04.1983 | Тракторист колхоза «Драугас» Радвилишкского района Литовской ССР | 23.06.1966      |            |
| 103        | Шеремет Василий Петрович                        | 14.10.1928 — 24.12.2000 | Бригадир комплексной бригады колхоза имени Ленина Александрийского района Кировоградской области | 08.12.1973      | [ ГС 99 ]  |
| 104        | Шеремет Виктор Савельевич                       | 02.05.1932 — 21.03.1995 | Бригадир колхоза имени Ленина Аларского района Усть-Ордынского Бурятского автономного округа Иркутской области | 29.08.1986      | [ ГС 100 ] |
| 105        | Шеремет Иван Петрович                           | 12.02.1915 — 04.03.1979 | Комбайнёр Должанской МТС Ейского района Краснодарского края | 10.06.1952      | [ ГС 101 ] |
| 106        | Шереметов Александр Сергеевич                   | 18.11.1925 — 06.08.2006 | Старший плавильщик медеплавильного завода Норильского горно-металлургического комбината имени А. П. Завенягина Министерства цветной металлургии СССР, Красноярский край                                                      | 04.12.1965      | [ ГС 102 ] |
| 107        | Шереметьевский Николай Николаевич               | 03.11.1916 — 29.07.2003 | Директор Всесоюзного научно-исследовательского института электромеханики Министерства электротехнической промышленности СССР, академик Академии наук СССР                                                                    | 05.11.1986      | [ ГС 103 ] |
| 108        | Шеренгов Владимир Григорьевич                   | род. 15.03.1935         | Тракторист колхоза «8 Березня» Гороховского района Волынской области | 23.06.1966      |            |
| 109        | Шеримбаева Гульминиса Халиулевна                | 1898 — ????             | Звеньевая Джамбулского свеклосовхоза Министерства пищевой промышленности СССР, Меркенский район Джамбулской области | 08.05.1948      | [ ГС 104 ] |
| 110        | Шеркулов Асан                                   | 1905—1954               | Председатель колхоза имени Чкалова Ачинского района Джалал-Абадской области | 15.09.1948      | [ ГС 105 ] |
| 111        | Шерозия Давид Андреевич                         | 1924 — ????             | Звеньевой колхоза имени Берия Ахалсопельского сельсовета Зугдидского района Грузинской ССР | 21.02.1948      | [ ГС 106 ] |
| 112        | Шерозия Калистрат Михайлович                    | 1912 — ????             | Председатель колхоза «Колхида» Зугдидского района Грузинской ССР | 19.07.1950      | [ ГС 107 ] |
| 113        | Шеронкин Михаил Васильевич                      | 17.09.1920 — 20.09.1999 | Бригадир слесарей-судоремонтников Мурманской судоверфи Министерства рыбного хозяйства СССР | 26.04.1971      | [ ГС 108 ] |
| 114        | Шерстнёв Николай Ефремович                      | 12.08.1930 — 16.02.2004 | Тракторист колхоза имени Куйбышева Оршанского района Витебской области | 12.12.1973      | [ ГС 109 ] |
| 115        | Шерстобитов Александр Павлович                  | 28.08.1927 — 12.06.2005 | Токарь Красноярского радиотехнического завода Министерства радиопромышленности СССР | 29.07.1966      | [ ГС 110 ] |
| 116        | Шерстобитов Евгений Павлович                    | 24.09.1938 — 08.06.2024 | Машинист компрессоров Уфимского завода синтетического спирта имени 40-летия ВЛКСМ территориального объединения «Башнефтехимзаводы» Министерства нефтеперерабатывающей и нефтехимической промышленности СССР, Башкирская АССР | 13.06.1980      | [ ГС 111 ] |
| 117        | Шерстобитов Николай Никитович                   | 20.07.1915 — 06.01.1988 | Комбайнёр Тарутинской МТС Чесменского района Челябинской области | 04.07.1951      | [ ГС 112 ] |
| 118        | Шерстюк Виктор Степанович                       | 20.12.1915 — 14.07.1983 | Директор Воронежского шинного завода Министерства нефтеперерабатывающей и нефтехимической промышленности СССР | 20.04.1971      | [ ГС 113 ] |
| 119        | Шерчибаев Декан                                 | род. 1926               | Медник Чирчикского электрохимического комбината Министерства химической промышленности СССР, Ташкентская область | 20.04.1971      |            |
| 120        | Шершнёв Виктор Нилович                          | 29.10.1928 — 2007       | Директор Балтийского судостроительного завода имени Серго Орджоникидзе Министерства судостроительной промышленности СССР, гор. Ленинград                                                                                     | 07.02.1985      | [ ГС 114 ] |
| 121        | Шестак Константин Адамович                      | 22.02.1935 — 02.09.2013 | Бригадир госплемзавода «Красная звезда» Клецкого района Минской области | 17.08.1988      | [ ГС 115 ] |
| 122        | Шестак Филипп Петрович                          | 1897—1977               | Агроном отделения зернового совхоза «Тихорецкий» Министерства совхозов СССР, Тихорецкий район Краснодарского края | 11.02.1949      | [ ГС 116 ] |
| 123        | Шестаков Василий Яковлевич                      | 1900 — ????             | Бригадир колхоза «Победа» Тюлькубасского района Южно-Казахстанской области | 28.03.1948      | [ ГС 117 ] |
| 124        | Шестаков Виталий Анатольевич                    | 01.05.1911 — 26.09.1993 | Директор Лыткаринского завода оптического стекла Министерства оборонной промышленности СССР, Московская область | 26.04.1971      | [ ГС 118 ] |
| 124.000007 | Шестакова Мария Александровна                   | 14.04.1916 — 14.01.2010 | Доярка колхоза имени Ворошилова Раменского района Московской области | 24.06.1949      | [ ГС 119 ] |
| 125        | Шестопалов Фёдор Николаевич                     | 18.02.1931 — 12.02.2007 | Бригадир котельщиков-корпусников Дальзавода Министерства судостроительной промышленности СССР, Приморский край | 26.04.1971      | [ ГС 120 ] |
| 126        | Шефер Александр Соломонович                     | 28.10.1924 — 22.04.1967 | Комбайнёр Маслянинской МТС Маслянинского района Новосибирской области | 11.01.1957      | [ ГС 121 ] |
| 127        | Шеховцов Алексей Митрофанович                   | 29.03.1937 — 21.08.2004 | Токарь Ждановского завода тяжёлого машиностроения имени 50-летия Великой Октябрьской социалистической революции Министерства тяжёлого и транспортного машиностроения СССР, Донецкая область                                  | 03.03.1976      | [ ГС 122 ] |
| 128        | Шеховцов Серафим Григорьевич                    | 09.02.1928 — 11.2021    | Токарь Курского завода передвижных агрегатов производственного объединения «Электроагрегат» Министерства электротехнической промышленности СССР                                                                              | 31.03.1981      | [ ГС 123 ] |
| 129        | Шехтер Анна Герасимовна                         | 14.10.1921 — 28.07.2021 | Звеньевая колхоза имени Карла Либкнехта Одесского района Одесской области | 04.07.1949      | [ ГС 124 ] |
| 130        | Шехурин Владимир Владимирович                   | 28.06.1927 — 31.10.2003 | Бригадир проходчиков управления строительства Красносельских шахт треста «Челябинскшахтострой» Главуралшахтостроя Министерства строительства предприятий угольной промышленности СССР, Челябинская область                   | 26.04.1957      | [ ГС 125 ] |
| 130.000008 | Шештакаускене-Виткаускайте Станислава Миколовна | род. 1937               | Агроном колхоза «Гинтарас» Ионавского района Литовской ССР | 07.03.1960      | [ ГС 126 ] |
| 131        | Шешуков Виссарион Ильич                         | 24.03.1930 — 21.04.2006 | Вальщик леса Помоздинского леспромхоза Министерства лесной и деревообрабатывающей промышленности СССР, Усть-Куломский район Коми АССР                                                                                        | 07.05.1971      | [ ГС 127 ] |
| 132        | Шеянов Алексей Иванович                         | 1914 — ????             | Бригадир слесарей-сантехников строительного управления № 3 треста «Хабаровскстрой», Хабаровский край | 09.08.1958      | [ ГС 128 ] |
| 133        | Шибаев Алексей Иванович                         | 21.02.1915 — 23.07.1991 | Первый секретарь Саратовского обкома КПСС | 07.12.1973      | [ ГС 129 ] |
| 134        | Шибаев Василий Тихонович                        | 17.09.1909 — 10.05.1971 | Начальник комбината «Карагандауголь» Министерства угольной промышленности восточных районов СССР, Карагандинская область | 28.08.1948      | [ ГС 130 ] |
| 135        | Шибайкин Владимир Гаврилович                    | 20.06.1924 — 05.07.1998 | Мастер Петровского электромеханического завода «Молот» Министерства судостроительной промышленности СССР, Саратовская область                                                                                                | 08.09.1975      | [ ГС 131 ] |
| 136        | Шибанова Екатерина Михайловна                   | 24.11.1914 — ????       | Звеньевая Фёдоровского свеклосовхоза Министерства пищевой промышленности СССР, Великобурлукский район Харьковской области | 30.04.1948      | [ ГС 132 ] |
| 137        | Шибко Ефим Фёдорович                            | 15.04.1906 — 06.12.1961 | Механик отделения зерносовхоза «Гигант» Министерства совхозов СССР, Сальский район Ростовской области | 05.03.1949      | [ ГС 133 ] |
| 138        | Шивинская Елена Кирилловна                      | 08.05.1929 — 24.11.2020 | Телятница совхоза «Олымский» Касторенского района Курской области | 22.03.1966      | [ ГС 134 ] |
| 139        | Шидакова Патия Магометовна                      | 01.02.1930 — 28.03.2013 | Звеньевая колхоза «Красная звезда» Джамбулского района Джамбулской области | 15.06.1950      | [ ГС 135 ] |
| 140        | Шидловская Анна Семёновна                       | род. 16.08.1937         | Телятница колхоза «Красный Октябрь» Столбцовского района Минской области | 22.03.1966      | [ ГС 136 ] |
| 141        | Шидловский Виктор Иванович                      | 1918 — ????             | Председатель колхоза «Красная смычка» Уржумского района Кировской области | 17.03.1948      | [ ГС 137 ] |
| 142        | Шик Иван Данилович                              | род. 27.11.1930         | Комбайнёр Волновахской птицефабрики Волновахского района Донецкой области | 10.02.1975      | [ ГС 138 ] |
| 143        | Шиков Анатолий Иванович                         | 23.08.1938 — 24.12.2002 | Звеньевой колхоза «Ленинская искра» Рославльского района Смоленской области | 06.06.1984      | [ ГС 139 ] |
| 144        | Шикунец Ольга Сильвестровна                     | 21.04.1937 — 30.07.2000 | Телятница колхоза Столинского района Брестской области | 22.03.1966      | [ ГС 140 ] |
| 145        | Шикунов Михаил Иванович                         | 18.04.1935 — 24.11.2003 | Председатель колхоза-племзавода имени Чапаева Кочубеевского района Ставропольского края | 23.08.1990      | [ ГС 141 ] |
| 146        | Шиладзе Харун Сулейманович                      | 1925—2005               | Звеньевой колхоза имени Ворошилова Кедского района Аджарской АССР | 03.05.1949      | [ ГС 142 ] |
| 147        | Шилак Владислав Иосифович                       | 24.09.1912 — ????       | Бригадир комплексной бригады каменщиков строительно-монтажного управления № 1 строительного треста № 16 Главленинградстроя Ленинградского городского Совета депутатов трудящихся                                             | 25.03.1971      | [ ГС 143 ] |
| 148        | Шилейкис Пятрас Петрович                        | род. 1925               | Бригадир маляров Вильнюсского строительного треста № 2 Министерства строительства Литовской ССР | 28.06.1974      | [ ГС 144 ] |
| 149        | Шилец Борис Васильевич                          | 15.10.1922 — 02.1988    | Бригадир колхоза «Путь к коммунизму» Брагинского района Гомельской области | 23.06.1966      | [ ГС 145 ] |
| 150        | Шиликов Иван Яковлевич                          | 1888—1962               | Звеньевой махорководческого колхоза «Вперёд» Граждановского района Тамбовской области | 09.06.1950      | [ ГС 146 ] |
| 151        | Шилина Ольга Захаровна                          | 1919 — ????             | Звеньевая свиноводческого совхоза имени 20-летия Октября Министерства совхозов СССР, Харьковская область | 05.05.1949      |            |
| 152        | Шилкин Андрей Афанасьевич                       | 19.11.1906 — 27.02.1980 | Проходчик шахты № 2 Гдовская треста «Ленинградсланцестрой» Министерства строительства топливных предприятий СССР, Ленинградская область                                                                                      | 28.08.1948      | [ ГС 147 ] |
| 153        | Шило Николай Алексеевич                         | 07.04.1913 — 08.06.2008 | Директор Северо-Восточного НИИ Дальневосточного научного центра Академии наук СССР, академик АН СССР, гор. Магадан | 06.04.1973      | [ ГС 148 ] |
| 154        | Шило Пётр Андреевич                             | 09.12.1918 — 27.11.2000 | Директор Киевского завода «Точэлектроприбор» имени Комсомола Украины Министерства приборостроения, средств автоматизации и систем управления СССР                                                                            | 12.03.1976      | [ ГС 149 ] |
| 155        | Шилов Николай Николаевич                        | 18.12.1928 — 19.06.1989 | Варщик целлюлозы Сокольского целлюлозно-бумажного комбината Министерства лесной, целлюлозно-бумажной и деревообрабатывающей промышленности СССР, Вологодская область                                                         | 17.09.1966      | [ ГС 150 ] |
| 156        | Шилова Екатерина Ефимовна                       | 25.10.1925 — 1999       | Доярка племенного молочного совхоза «Врачёво Горки» Министерства совхозов СССР, Луховицкий район Московской области | 09.10.1949      | [ ГС 151 ] |
| 157        | Шильцов Владимир Сергеевич                      | 1899 — ????             | Директор Саливонковского свеклосовхоза Министерства сельского хозяйства СССР, Васильковский район Киевской области | 13.06.1951      |            |
| 158        | Шиляева Александра Петровна                     | 17.03.1929 — 01.01.2022 | Доярка учебно-опытного хозяйства Тюменского сельскохозяйственного института | 12.03.1982      | [ ГС 152 ] |
| 159        | Шиманская Анна Ивановна                         | 1915 — ????             | Звеньевая колхоза имени Жданова Рудковского района Дрогобычской области | 27.07.1954      |            |
| 160        | Шиманский Василий Павлович                      | 22.12.1919 — 01.08.1986 | Председатель колхоза имени Гастелло Минского района Минской области | 22.03.1966      | [ ГС 153 ] |
| 161        | Шимкив Алексей Иванович                         | 1917 — ????             | Бригадир комплексной бригады Тернопольского управления строительства Министерства промышленного строительства СССР, Тернопольская область                                                                                    | 05.04.1971      |            |
| 162        | Шимолин Павел Евсимонович                       | 14.01.1923 — 25.10.1996 | Токарь Волжского завода цементного машиностроения «Волгоцеммаш» Министерства строительного, дорожного и коммунального машиностроения СССР, Куйбышевская область                                                              | 20.04.1971      | [ ГС 154 ] |
| 163        | Шимолина Христинья Филипповна                   | 10.02.1917 — 01.08.1986 | Звеньевая колхоза «Общий труд» Благовещенского района Алтайского края | 04.03.1948      | [ ГС 155 ] |
| 164        | Шимукаускас Ионас Антано                        | род. 1927               | Машинист паровоза паровозного депо станции Вильнюс Прибалтийской железной дороги, Литовская ССР | 01.10.1965      |            |
| 165        | Шимусик Станислава Брониславовна                | 01.05.1928 — 10.06.2006 | Вентилевая гидравлического пресса Бобруйского фанерно-деревообрабатывающего комбината Министерства лесной, целлюлозно-бумажной и деревообрабатывающей промышленности СССР, Могилёвская область                               | 17.09.1966      | [ ГС 156 ] |
| 166        | Шин Ден-Дик                                     | 20.10.1909 — 24.11.1987 | Председатель колхоза имени Димитрова Нижне-Чирчикского района Ташкентской области | 22.05.1951      | [ ГС 157 ] |
| 167        | Шин Ермолай                                     | 20.01.1922 — 20.11.1974 | Звеньевой колхоза имени Димитрова Нижне-Чирчикского района Ташкентской области | 22.05.1951      | [ ГС 158 ] |
| 168        | Шин Константин                                  | 27.03.1921 — 2000       | Звеньевой колхоза «Новая жизнь» Нижне-Чирчикского района Ташкентской области | 18.09.1950      | [ ГС 159 ] |
| 169        | Шин Сын-Ги                                      | 05.05.1895 — 1972       | Звеньевой колхоза имени Будённого Нижне-Чирчикского района Ташкентской области | 15.10.1951      | [ ГС 160 ] |
| 170        | Шин Хен-Мун                                     | 1911—1961               | Председатель колхоза «Дальний Восток» Каратальского района Талды-Курганской области | 28.03.1948      | [ ГС 161 ] |
| 171        | Шинасылов Айтпай                                | 1897 — ????             | Старший чабан каракулеводческого совхоза «Таласский» Министерства совхозов СССР, Таласский район Джамбулской области | 01.12.1949      | [ ГС 162 ] |
| 172        | Шинкарёв Василий Степанович                     | 02.03.1925 — 01.11.1985 | Председатель колхоза имени Кирова Оренбургского района Оренбургской области | 23.12.1976      | [ ГС 163 ] |
| 173        | Шинкарёв Иван Сергеевич                         | 13.09.1910 — 1979       | Директор совхоза «Детскосельский» Тосненского района Ленинградской области | 30.04.1966      | [ ГС 164 ] |
| 174        | Шинкарёв Николай Петрович                       | 20.05.1928 — 21.06.2007 | Бригадир колхоза имени Дзержинского Оршанского района Витебской области | 23.06.1966      | [ ГС 165 ] |
| 175        | Шинкарук Фёдор Гурьевич                         | 27.06.1911 — 06.09.2006 | Старший агроном племенного овцеводческого совхоза «Степок» Министерства совхозов СССР, Барвенковский район Харьковской области                                                                                               | 03.05.1948      | [ ГС 166 ] |
| 176        | Шинкарюк Сидония Флоровна                       | род. 1937               | Звеньевая колхоза имени Ленина Новоселицкого района Черновицкой области | 22.12.1977      |            |
| 177        | Шинкова Матрёна Васильевна                      | 09.04.1921 — 11.05.2014 | Свинарка племенного завода имени М. Горького Белебеевского района Башкирской АССР | 22.03.1966      | [ ГС 167 ] |
| 178        | Шинкорёва Елена Павловна                        | 1908—1988               | Звеньевая совхоза «Чехрак» Министерства сельского хозяйства СССР, Кошехабльский район Адыгейской автономной области | 19.05.1948      | [ ГС 168 ] |
| 179        | Шинкоренко Анна Ивановна                        | 1909 — ????             | Звеньевая Узинского свеклосовхоза Министерства пищевой промышленности СССР, Белоцерковский район Киевской области | 30.04.1948      | [ ГС 169 ] |
| 180        | Шинкоренко Екатерина Петровна                   | 05.12.1920 — 30.09.1992 | Свинарка совхоза «Большевик» Тихорецкого района Краснодарского края | 31.10.1957      |            |
| 181        | Шинкуба Баграт Васильевич                       | 12.05.1917 — 25.02.2004 | Абхазский писатель, гор. Сухуми Абхазской АССР | 11.05.1987      | [ ГС 170 ] |
| 181.000009 | Шип Евдокия Фёдоровна                           | род. 13.08.1925         | Звеньевая колхоза имени Шевченко Купянского района Харьковской области | 16.02.1948      | [ ГС 171 ] |
| 182        | Шипигузов Василий Иванович                      | 1905 — ????             | Бригадир колхоза «Новая жизнь» Верхне-Муллинского района Молотовской области | 19.03.1948      | [ ГС 172 ] |
| 183        | Шипигузов Степан Дмитриевич                     | 1905—1969               | Председатель колхоза «Новая жизнь» Верхне-Муллинского района Молотовской области | 19.03.1948      | [ ГС 173 ] |
| 184        | Шипика Пётр Васильевич                          | 15.05.1927 — 02.02.1990 | Комбайнёр Фёдоровской МТС Неклиновского района Ростовской области | 14.05.1951      | [ ГС 174 ] |
| 185        | Шипилов Борис Семёнович                         | 15.06.1892 — 19.03.1982 | Первый секретарь Тимашёвского райкома КПСС, Краснодарский край | 31.10.1957      | [ ГС 175 ] |
| 186        | Шипицын Александр Иосифович                     | 1892 — ????             | Бригадир семеноводческого колхоза «Союз строителей» Ояшинского района Новосибирской области | 29.05.1950      | [ ГС 176 ] |
| 187        | Шиповская Наталия Андреевна                     | 06.08.1929 — 01.09.2007 | Доярка учхоза «Комсомолец» плодоовощного хозяйства имени И. В. Мичурина Мичуринского района Тамбовской области | 08.04.1971      | [ ГС 177 ] |
| 188        | Шипулин Иван Кузьмич                            | 13.10.1931 — 25.06.1995 | Бригадир Барнаульского станкостроительного завода Министерства машиностроения СССР, Алтайский край | 26.04.1971      | [ ГС 178 ] |
| 189        | Шипунов Аркадий Георгиевич                      | 07.11.1927 — 25.04.2013 | Заместитель начальника, главный конструктор ЦКБ № 14 Министерства оборонной промышленности СССР, Тульская область | 16.04.1979      | [ ГС 179 ] |
| 190        | Шипунов Илья Михайлович                         | 26.02.1920 — 02.12.1999 | Бригадир семеноводческого колхоза имени Ильича Бежецкого района Калининской области | 28.02.1949      | [ ГС 180 ] |
| 191        | Ширинов Алибала Абдул оглы                      | 1903 — 03.11.1973       | Председатель колхоза имени Герая Асадова Ждановского района Азербайджанской ССР | 06.10.1951      | [ ГС 181 ] |
| 192        | Ширинов Юсиф Наби оглы                          | 10.01.1910 — ????       | Председатель колхоза имени Берия Имишлинского района Азербайджанской ССР | 17.08.1948      | [ ГС 182 ] |
| 193        | Ширинова Марал Ибрагим кызы                     | род. 01.01.1930         | Звеньевая колхоза имени Сталина Белоканского района Азербайджанской ССР | 01.07.1949      |            |
| 194        | Ширинова Халимахон                              | 1924 — ????             | Звеньевая колхоза имени Карла Маркса Сталинабадского района Сталинабадской области | 01.03.1948      | [ ГС 183 ] |
| 195        | Ширинский Иван Минаевич                         | род. 13.08.1926         | Рабочий предприятия Министерства общего машиностроения СССР, гор. Днепропетровск | 17.04.1978      |            |
| 196        | Ширма Григорий Романович                        | 21.01.1892 — 23.03.1978 | Председатель правления Союза композиторов Белорусской ССР, народный артист СССР, гор. Минск | 02.02.1977      | [ ГС 184 ] |
| 197        | Ширматов Абдумалик                              | 1875 — ????             | Звеньевой колхоза «Большевик» Янги-Юльского района Ташкентской области | 27.04.1948      |            |
| 198        | Ширматова Хольбиш                               | род. 1926               | Звеньевая колхоза имени Ленина Кокташского района Сталинабадской области | 01.03.1948      |            |
| 199        | Широбокова Александра Петровна                  | 08.05.1920 — ????       | Комбайнёр Коноковской МТС Успенского района Краснодарского края | 13.06.1952      | [ ГС 185 ] |
| 200        | Широких Николай Иванович                        | 17.07.1926 — 20.01.1991 | Бригадир портовых рабочих Владивостокского морского рыбного порта Министерства рыбного хозяйства СССР, Приморский край | 26.04.1971      | [ ГС 186 ] |
| 201        | Широков Владимир Трофимович                     | 05.07.1927 — 28.01.2003 | Слесарь-жестянщик Красноярского радиотехнического завода Министерства промышленности средств связи СССР | 17.10.1975      | [ ГС 187 ] |
| 202        | Широкшин Иван Иванович                          | 1890—1959               | Звеньевой колхоза «Красный Октябрь» Чердынского района Молотовской области | 19.03.1948      | [ ГС 188 ] |
| 203        | Ширшов Александр Васильевич                     | 05.12.1928 — 20.02.1993 | Бригадир тракторной бригады совхоза имени Фрунзе Большеглушицкого района Куйбышевской области | 23.06.1966      | [ ГС 189 ] |
| 204        | Ширяев Иван Никифорович                         | 03.03.1912 — 01.02.2001 | Председатель колхоза имени Кирова Октябрьского района Оренбургской области | 22.03.1966      | [ ГС 190 ] |
| 205        | Шитов Дмитрий Константинович                    | 23.09.1925 — 14.03.1999 | Машинист бумагоделательной машины Балахнинского целлюлозно-бумажного комбината имени Ф. Э. Дзержинского Министерства лесной, целлюлозно-бумажной и деревообрабатывающей промышленности СССР, Горьковская область             | 17.09.1966      | [ ГС 191 ] |
| 206        | Шитова Лидия Алексеевна                         | 15.06.1936 — 12.11.2024 | Эмалировщица Лысьвенского металлургического завода Министерства чёрной металлургии СССР, Пермская область | 23.10.1985      | [ ГС 192 ] |
| 207        | Шихалиев Солтан Гумбат оглы                     | 22.09.1904 — 17.11.1972 | Председатель Ахсуинского райисполкома, Азербайджанская ССР | 10.03.1948      |            |
| 208        | Шихашвили Иосиф Георгиевич                      | 1902 — ????             | Звеньевой колхоза «Шрома» Лагодехского района Грузинской ССР | 21.02.1948      | [ ГС 193 ] |
| 209        | Шихваргер Лев Давидович                         | 1911 — ????             | Председатель колхоза «Новый путь» Меркенского района Джамбулской области | 28.03.1948      | [ ГС 194 ] |
| 210        | Шиш Анна Ивановна                               | 19.10.1926 — 23.11.2010 | Трактористка колхоза «Прапор комунизму» Гадячского района Полтавской области | 08.04.1971      | [ ГС 195 ] |
| 211        | Шиш Григорий Яковлевич                          | 1914 — ????             | Комбайнёр Хакасской МТС Усть-Абаканского района Хакасской автономной области | 11.01.1957      | [ ГС 196 ] |
| 212        | Шиш Иван Александрович                          | 24.05.1930 — 15.02.2004 | Электросварщик Кировоградского завода сельскохозяйственных машин «Красная звезда» Министерства тракторного и сельскохозяйственного машиностроения СССР                                                                       | 05.08.1966      |            |
| 213        | Шишаева Наталья Михайловна                      | 15.08.1918 — 26.05.2009 | Комбайнёр совхоза имени XXIV партсъезда Волчихинского района Алтайского края | 13.12.1972      | [ ГС 197 ] |
| 214        | Шишига Пётр Иванович                            | род. 19.06.1935         | Бригадир тракторной бригады колхоза «Праця» Менского района Черниговской области | 08.04.1971      |            |
| 215        | Шишка Василий Иванович                          | род. 07.08.1931         | Тракторист колхоза имени Ленина Каменско-Бугского района Львовской области | 17.08.1988      |            |
| 216        | Шишканов Пётр Фёдорович                         | 03.04.1920 — 18.12.1989 | Председатель колхоза «Красное знамя» Аркадакского района Саратовской области | 08.04.1971      | [ ГС 198 ] |
| 216.00001  | Шишканова Раиса Андреевна                       | 21.03.1930 — 07.06.2013 | Доярка племенного молочного совхоза «Канаш» Министерства совхозов СССР, Шенталинский район Куйбышевской области | 10.09.1952      | [ ГС 199 ] |
| 217        | Шишкин Василий Алексеевич                       | 06.01.1927 — 10.11.2007 | Старший разливщик металла Западно-Сибирского металлургического завода имени 50-летия Великого Октября Министерства чёрной металлургии СССР, Кемеровская область                                                              | 30.03.1971      | [ ГС 200 ] |
| 218        | Шишкин Виталий Евгеньевич                       | 07.01.1923 — 15.06.1997 | Бывший директор совхоза «Сыктывкарский» Сыктывдинского района Коми АССР | 22.03.1966      | [ ГС 201 ] |
| 219        | Шишкин Владимир Павлович                        | 1933—2002               | Бригадир колхоза «Прогресс» Волжского района Куйбышевской области | 12.04.1979      | [ ГС 202 ] |
| 220        | Шишкин Олег Николаевич                          | род. 26.06.1934         | Заместитель Министра общего машиностроения СССР, гор. Москва | 08.02.1982      | [ ГС 203 ] |
| 221        | Шишкина Александра Павловна                     | 1900 — 07.10.1983       | Звеньевая колхоза «Борец» Дмитровского района Московской области | 04.03.1949      | [ ГС 204 ] |
| 221.000011 | Шишкина Анастасия Никитична                     | 1920 — ????             | Звеньевая колхоза «Коммунар» Мало-Девицкого района Черниговской области | 04.05.1951      |            |
| 222        | Шишков Николай Георгиевич                       | 30.03.1920 — 29.08.1999 | Заместитель начальника вооружения Военно-Воздушных Сил Министерства обороны СССР, генерал-лейтенант-инженер, гор. Москва | 21.12.1982      | [ ГС 205 ] |
| 223        | Шишкова Юзефа Ивановна                          | 09.01.1900 — 05.03.1975 | Доярка колхоза «12 Октябрь» Костромского района Костромской области | 04.07.1949      | [ ГС 206 ] |
| 224        | Шишлов Фёдор Васильевич                         | 17.09.1931 — 11.05.2025 | Слесарь-сборщик Уральского вагоностроительного завода имени Ф. Э. Дзержинского Министерства оборонной промышленности СССР, гор. Нижний Тагил Свердловской области                                                            | 29.08.1969      | [ ГС 207 ] |
| 225        | Шишлянников Михаил Осипович                     | 04.03.1908 — 25.07.1996 | Драгер прииска «Ленинский» треста «Якутзолото» Якутского совнархоза | 01.10.1957      | [ ГС 208 ] |
| 226        | Шишмаков Иван Иванович                          | 08.07.1926 — 09.07.2008 | Старший вальцовщик Чусовского металлургического завода Министерства чёрной металлургии СССР, Пермская область | 30.03.1971      | [ ГС 209 ] |
| 227        | Шишов Василий Григорьевич                       | 1909 — 25.05.1980       | Бригадир проходчиков специализированного управления № 17 треста горнопроходческих работ Главмосстроя, гор. Москва | 21.06.1963      | [ ГС 210 ] |
| 228        | Шишов Владимир Александрович                    | 10.06.1917 — 20.03.2000 | Мастер Саратовской ТЭЦ № 2 Саратовэнерго Министерства энергетики и электрификации СССР, Саратовская область | 04.10.1966      | [ ГС 211 ] |
| 229        | Шишова Зинаида Павловна                         | 1913—1981               | Фрезеровщица Тульского оружейного завода Тульского совнархоза | 07.03.1960      | [ ГС 212 ] |
| 230        | Шиян Иван Дмитриевич                            | 1934—1992               | Тракторист колхоза имени Мичурина Ивановского района Херсонской области | 08.04.1971      | [ ГС 213 ] |
| 231        | Шиян Мария Васильевна                           | 1922 — ????             | Доярка колхоза имени Кагановича Киево-Святошинского района Киевской области | 24.06.1949      |            |

| Навигационная таблица | Навигационная таблица |
| --------------------- | --------------------- |
| «Ш»                   | Шабадей — Швыммер     |
| «Ш»                   | Шебалдова — Шиян      |
| «Ш»                   | Шкабардня — Шэн       |